# Madeleine Robinson
Madeleine Robinson (5 de noviembre de 1917 – 1 de agosto de 2004) fue una actriz teatral, cinematográfica y televisiva franco-checa, luego nacionalizada suiza. 

## Biografía
Nacida en París, Francia, su verdadero nombre era Madeleine Yvonne Svoboda. Sus padres, Victor y Suzanne Svoboda, un repostero y una revisora de tranvía, eran emigrantes checos que habían llegado a Francia siendo muy jóvenes. Madeleine tuvo tres hermanos y pasó la infancia en Le Pré-Saint-Gervais, un suburbio en el nordeste de París. A los cinco años vivía en Marines (Valle del Oise) y después en Italia. Cuatro años más tarde volvió a Francia en compañía de su hermano Serge, viviendo de nuevo en Marines (Valle del Oise), donde consiguió su certificado de estudios primarios. Cuando ella tenía diez años sus padres se separaron y la familia, muy pobre, hubo de partirse. Por ello Madeleine tuvo que empezar a trabajar con catorce años de edad en una fábrica y más tarde como vendedora.
Ella fue admitida por Charles Dullin para seguir los cursos de arte dramático que él impartía en su Teatro de l'Atelier. Para satisfacer sus necesidades, ella trabajó como modelo fotográfica y comenzó a hacer algún trabajo como extra. Además eligió el nombre artístico de «Robinson» como homenaje a Robinson Crusoe, un nombre que ella asimilaba a «libertad», que era el significado en checo de su apellido, «Svoboda».
Su carrera cinematográfica se inició en 1934 con Tartarin de Tarascon, film dirigido por Raymond Bernard y en 1936 tuvo un primer papel en Mioche, de Léonide Moguy. Robinson rodó después un total de unas 80 producciones cinematográficas y televisivas, siendo su última actuación en la pantalla la que llevó a cabo en 1995 en L'Enfant en héritage, telefilm dirigido por Josée Dayan. Además, Robinson fue una actriz teatral, con numerosas actuaciones, destacando de entre ellas las que hizo en la pieza Adorable Julia.
Estuvo casada con el actor Robert Dalban (con el que tuvo un hijo, Jean-François, nacido en 1941), con Guillaume Amestoy y con el actor y escritor español José Luis de Vilallonga. De su relación con el cantante de Les Compagnons de la chanson Jean-Louis Jaubert tuvo una hija, Sophie-Julia (1955-1993).
Tras su retiro vivió en Montreux, en Suiza, falleciendo en Lausana en 2004. 

## Filmografía

### Cine
| - 1934 : Tartarin de Tarascon, de Raymond Bernard - 1935 : Promesses, de René Delacroix - 1935 : Les Beaux Jours, de Marc Allegret - 1935 : La Fille de madame Angot, de Jean Bernard-Derosne - 1936 : Le Mioche, de Léonide Moguy - 1937 : Nuits de feu, de Marcel L'Herbier - 1937 : L'Homme à abattre, de Léon Mathot - 1937 : L'Innocent, de Maurice Cammage - 1938 : L'Assaut, de Pierre-Jean Ducis - 1938 : Gosse de riche, de Maurice de Canonge - 1938 : Le Capitaine Benoît, de Maurice de Canonge - 1938 : Tempête sur l'Asie, de Richard Oswald - 1938 : Grisou, de Maurice de Canonge - 1938 : La Cité des lumières, de Jean de Limur - 1940 : La Nuit merveilleuse, de Jean-Paul Paulin - 1942 : Promesse à l'inconnue, de André Berthomieu - 1942 : La Croisée des chemins, de André Berthomieu - 1943 : Douce, de Claude Autant-Lara - 1943 : Lumière d'été, de Jean Grémillon - 1945 : Sortilèges, de Christian-Jaque - 1947 : Les Chouans, de Henri Calef - 1947 : Le Fugitif, de Robert Bibal - 1947 : Le Cavalier de Croix-Mort, de Lucien Ganier-Raymond - 1947 : La Grande Maguet, de Roger Richebé - 1948 : Les Frères Bouquinquant, de Louis Daquin - 1948 : Entre onze heures et minuit, de Henri Decoin - 1948 : Une si jolie petite plage, de Yves Allégret - 1949 : Le Mystère Barton, de Charles Spaak - 1949 : On ne triche pas avec la vie, de René Delacroix y Paul Vandenberghe - 1949 : Vedettes en liberté, de Jacques Guillon - 1950 : L'Invité du mardi, de Jacques Deval - 1950 : Dieu a besoin des hommes, de Jean Delannoy - 1951 : Le Garçon sauvage, de Jean Delannoy - 1952 : L'Homme de ma vie, de Guy Lefranc - 1952 : Seuls au monde, de René Chanas - 1953 : Je suis un mouchard, de René Chanas - 1953 : Leur dernière nuit, de Georges Lacombe - 1953 : Minuit quai de Bercy, de Christian Stengel | - 1954 : L'Affaire Maurizius, de Julien Duvivier - 1955 : Le Couteau sous la gorge, de Jacques Séverac - 1955 : Les Chiffonniers d'Emmaüs, de Robert Darène - 1956 : Les Possédées, de Charles Brabant - 1956 : Mannequins de Paris, de André Hunebelle - 1957 : Les Louves, de Luis Saslavsky - 1958 : La Bonne Tisane, de Hervé Bromberger - 1958 : Péché de jeunesse, de Louis Duchesne y René Thévenet - 1959 : À double tour, de Claude Chabrol - 1959 : Les Arrivistes, de Louis Daquin - 1961 : Giorno per giorno disperatamente, de Alfredo Giannetti - 1961 : Le Goût de la violence, de Robert Hossein - 1962 : La Croix des vivants, de Ivan Govar - 1962 : Leviathan, de Léonard Keigel - 1962 : Le Gentleman d'Epsom, de Gilles Grangier - 1962 : Le Diable et les Dix Commandements, de Julien Duvivier, episodio Tes père et mère honoreras / Tu ne mentiras point - 1962 : El proceso, de Orson Welles - 1962 : La Salamandre d'or, de Maurice Régamey - 1963 : El juego de la verdad, de José María Forqué - 1964 : Voir Venise et crever, de André Versini - 1964 : Un gosse de la butte, de Maurice Delbez - 1965 : Piège pour Cendrillon, de André Cayatte - 1966 : Un monde nouveau, de Vittorio De Sica - 1966 : Le Voyage du père, de Denys de La Patellière - 1970 : Le Cœur fou, de Jean-Gabriel Albicocco - 1971 : Le Petit Matin, de Jean-Gabriel Albicocco - 1971 : Aussi loin que l'amour, de Frédéric Rossif - 1978 : On peut le dire sans se fâcher, de Roger Coggio - 1978 : L'Amant de poche, de Bernard Queysanne - 1978 : Une histoire simple, de Claude Sautet - 1979 : Corps à cœur, de Paul Vecchiali - 1979 : Siete días de enero, de Juan Antonio Bardem - 1982 : J'ai épousé une ombre, de Robin Davis - 1985 : Hors-la-loi, de Robin Davis - 1988 : Les Tisserands du pouvoir, de Claude Fournier - 1988 : Camille Claudel, de Bruno Nuytten - 1994 : L'Ours en peluche, de Jacques Deray |

### Televisión
| - 1962 : Chéri, de François Chatel - 1971 : Le Sixième Sens, de Louis Grospierre - 1971 : Un soir chez Norris, de Pierre Matteuzzi - 1972 : Au théâtre ce soir : Noix de coco, de Marcel Achard, escenografía de Jean Meyer, dirección de Pierre Sabbagh, Teatro Marigny - 1972 : Au théâtre ce soir : Adorable Julia, de Marc-Gilbert Sauvajon, escenografía de René Clermont, dirección de Georges Folgoas, Teatro Marigny - 1980 : La Fortune des Rougon, de Yves-André Hubert - 1980 : Les Dames de cœur, de Paul Siegrist - 1980 : L'Homme aux chiens, de Bruno Gantillon - 1981 : Cinq-Mars, de Jean-Claude Brialy - 1982 : Les Longuelune, de Jean-Daniel Verhaeghe - 1982 : La Tendresse, de Bernard Queysanne - 1982 : Mozart, de Marcel Bluwal - 1982 : Les Dames à la licorne, de Lazare Iglesis | - 1983 : Un adolescent d'autrefois, de André Michel - 1983 : La Métamorphose, de Jean-Daniel Verhaeghe - 1984 : Le Dialogue des Carmélites, de Pierre Cardinal - 1985 : La Mule de corbillard, de Claude Vajda - 1985 : La Sorcière de Couflens, de Gérard Guillaume - 1988 : Les Tisserands du pouvoir (serie TV) - 1989 : Le Masque, episodio Le Repos de Bacchus, de Hervé Baslé - 1991 : Un été alsacien, de Maurice Frydland - 1992 : Mes coquins, de Jean-Daniel Verhaeghe - 1992 : Terror Stalks the Class Reunion, de Clive Donner - 1993 : L'Affaire Seznec, de Yves Boisset - 1994 : La Rage au cœur, de Robin Davis - 1994 : La Récréation, de Nicolas Ribowski - 1995 : L'Enfant en héritage, de Josée Dayan |

## Teatro
- 1942 : Une grande fille toute simple, de André Roussin, escenografía de Louis Ducreux, con Gérard Philipe, Casino des Fleurs, Cannes[4]
- 1944 : Une grande fille toute simple, de André Roussin, escenografía de Louis Ducreux, Teatro des Ambassadeurs
- 1946 : Le Secret, de Henry Bernstein, escenografía de Pierre Dux, gira
- 1949 : La Soif, de Henry Bernstein, Teatro des Ambassadeurs
- 1952 : La Dame de trèfle, de Gabriel Arout, escenografía de Michel Vitold, Teatro Saint-Georges
- 1954 : N'importe quoi pour elle, de Steve Passeur, escenografía de Georges Douking, Teatro Gramont
- 1954 : Adorable Julia, de Marc-Gilbert Sauvajon y Guy Bolton a partir de William Somerset Maugham, escenografía de Jean Wall, Théâtre du Gymnase Marie-Bell
- 1957 : Le Jeu de la vérité, de José Luis de Vilallonga, escenografía de Pierre Valde, Théâtre du Gymnase Marie-Bell
- 1957 : Adorable Julia, de Marc-Gilbert Sauvajon y Guy Bolton a partir de William Somerset Maugham, escenografía de Jean Wall, Théâtre du Gymnase Marie-Bell
- 1958 : La Dame de trèfle de Gabriel Arout, escenografía de Michel Vitold, Théâtre du Gymnase Marie-Bell
- 1959 : La Copie de Madame Aupic, a partir de Gian-Carlo Menotti, adaptación de Albert Husson, escenografía de Daniel Ceccaldi, Teatro Fontaine, Teatro des Célestins
- 1960 : Noix de coco, de Marcel Achard, escenografía de Jean Meyer, Teatro de París
- 1961 : Tartufo, de Molière, escenografía de Jean Meyer, Teatro du Palais-Royal
- 1961 : Adélaïde, de Jean-Louis Curtis, escenografía de Daniel Ceccaldi, Teatro des Ambassadeurs
- 1962 : Adorable Julia, de Marc-Gilbert Sauvajon y Guy Bolton a partir de William Somerset Maugham, Teatro Sarah Bernhardt
- 1963 : L'Âge idiot, de Jean Meyer, escenografía de Maurice Guillaud, Théâtre du Gymnase Marie-Bell, Teatro Edouard VII
- 1964 : ¿Quién teme a Virginia Woolf?, de Edward Albee, escenografía de Franco Zeffirelli, Teatro de la Renaissance
- 1966 : Adorable Julia, de Marc-Gilbert Sauvajon a partir de William Somerset Maugham, escenografía de Jean-Laurent Cochet, con Jean Marais
- 1967 : Adorable Julia, de Marc-Gilbert Sauvajon a partir de William Somerset Maugham, escenografía de Jean-Laurent Cochet, Teatro des Célestins, gira
- 1967 : Rupture, de André Roussin, escenografía de Jean-Laurent Cochet, Teatro Saint-Georges
- 1967 : L'Amour au théâtre, compuesto por Rupture de André Roussin, À la nuit la nuit de François Billetdoux, Le Plaisir de rompre de Jules Renard, escenografías de Jacques-Henri Duval, Teatro Saint-Georges, Teatro des Célestins
- 1969 : Macbeth, de William Shakespeare, escenografía de Jean Meyer, Teatro des Célestins
- 1971 : Le Locataire, de Joe Orton, escenografía de Jacques Mauclair, Teatro Moderne
- 1972 : Noix de coco, de Marcel Achard (colección Au théâtre ce soir)
- 1973 : Virgule, de Roger Hanin, Teatro Daunou
- 1975 : Colombe, de Jean Anouilh, escenografía de Jean Anouilh y Roland Piétri, Teatro des Célestins
- 1977 : Les Parents terribles, de Jean Cocteau, escenografía de Jean Marais, Teatro Antoine
- 1986 : La Villa bleue, de Jean-Claude Brisville, escenografía de Pierre Boutron, Espace Cardin
- 1994 : La loca de Chaillot, de Jean Giraudoux, escenografía de Jean-Luc Tardieu, Maison de la Culture de Loire-Atlantique Nantes
- Un tranvía llamado Deseo, de Tennessee Williams
- Madre Coraje y sus hijos, de Bertolt Brecht

## Premios y distinciones
Festival Internacional de Cine de Venecia
| Año  | Categoría                        | Película       | Resultado |
| ---- | -------------------------------- | -------------- | --------- |
| 1959 | Copa Volpi a la mejor actriz     | Una doble vida | Ganadora  |
| 1959 | Premio New Cinema - Mejor actriz | Una doble vida | Ganadora  |

- 1965 : Premio del Sindicato de la crítica a la mejor actriz por ¿Quién teme a Virginia Woolf?.
- Premio Molière de honor de 2001